# Tåsteröds stora vatten
Tåsteröds stora vatten är en sjö i Munkedals kommun, Sotenäs kommun och Tanums kommun i Bohuslän och ingår i Örekilsälven-Strömsåns kustområde. Sjön är 22 meter djup, har en yta på 0,669 kvadratkilometer och befinner sig 21,3 meter över havet. Sjön avvattnas av vattendraget Tvärån.

## Delavrinningsområde
Tåsteröds stora vatten ingår i det delavrinningsområde (649474-124585) som SMHI kallar för Utloppet av Tåsteröds Stora Vatten. Medelhöjden är 64 meter över havet och ytan är 4,67 kvadratkilometer. Det finns ett avrinningsområde uppströms, och räknas det in blir den ackumulerade arean 14,58 kvadratkilometer. Tvärån som avvattnar avrinningsområdet har biflödesordning 2, vilket innebär att vattnet flödar genom totalt 2 vattendrag innan det når havet efter 8,8 kilometer. Avrinningsområdet består mestadels av skog (41 %) och öppen mark (33 %). Avrinningsområdet har 0,67 kvadratkilometer vattenytor vilket ger det en sjöprocent på 14,4 %.